# Bettingen (Eifel)
Bettingen ist eine Ortsgemeinde im Eifelkreis Bitburg-Prüm in Rheinland-Pfalz. Sie gehört der Verbandsgemeinde Bitburger Land an.

## Geographie
Die Ortsgemeinde liegt in der Eifel, etwa 290 m ü. NHN am Flusslauf der Prüm. Zu Bettingen gehören auch die Wohnplätze Altbettingen, Altenhof und Im Odendell.
Nachbarorte von Bettingen sind die Ortsgemeinden Oberweis im Nordosten, Messerich und Ingendorf im Osten, Wettlingen im Süden, Stockem und Halsdorf im Südwesten sowie Olsdorf im Nordwesten.

## Geschichte

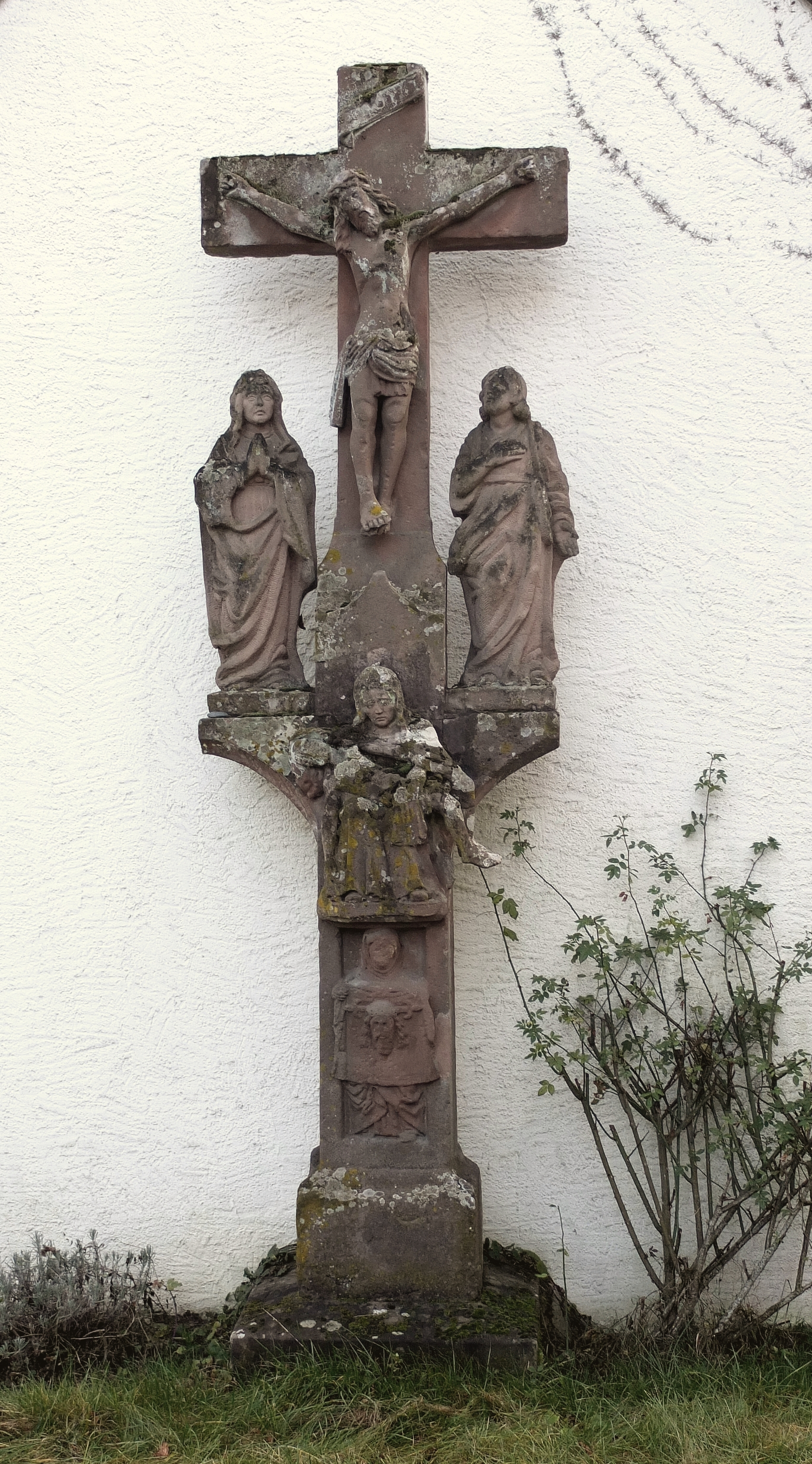
Wegekreuz aus dem Jahr 1587 als Kreuzigungsgruppe

Auf der Gemarkung des heutigen Bettingen fanden sich zahlreiche Spuren einer frühen Besiedelung. Etwa 2,3 km ostsüdöstlich des Ortes, im Bereich der Zusammenkunft der Gemarkungen von Bettingen, Wettlingen und Ingendorf wurden unweit des Schleidbaches Spuren einer größeren Siedlung entdeckt. Bei Ausgrabungen im Jahr 1841 wurden römische Fundamente und Mauern, die Überreste von Badezimmern, Gemächern und einer Hypokaustanlage sowie ein Ziehbrunnen gefunden. Zudem entdeckte man Kupfer- und Bronzeutensilien zusammen mit farbigen Wandbekleidungen und römischen Münzen unterschiedlicher Zeitstellung. Vermutet wird an dieser Stelle ein römischer Gutshof bzw. eine Villenanlage.
Die erste urkundliche Erwähnung des Ortes erfolgte im Jahre 1319. Das heutige Bettingen hieß im Mittelalter Frenkingen. Bettingen lag prümaufwärts in dem heutigen Wohnplatz Altbettingen und wurde im Dreißigjährigen Krieg von seinen Bewohnern verlassen (Ruinen der heutigen Wüstung Alt-Bettingen sind noch vorhanden). In der Folge wurde der Ort Frenkingen zum heutigen Bettingen.
Bis Ende des 18. Jahrhunderts war Bettingen der Hauptort der gleichnamigen Herrschaft im Herzogtum Luxemburg. Im Jahr 1794 besetzten französische Revolutionstruppen die Österreichischen Niederlande, zu denen das Herzogtum Luxemburg gehörte, im Oktober 1795 wurde sie annektiert. Von 1795 bis 1814 gehörte Bettingen zum Kanton Bitburg im gleichnamigen Arrondissement des Departements der Wälder. Bettingen wurde Hauptort einer Mairie. Nach der Niederlage Napoleons und der Übernahme der Region durch das Königreich Preußen aufgrund der Vereinbarungen auf dem Wiener Kongress (1815) wurde Bettingen Verwaltungssitz der gleichnamigen Bürgermeisterei im Kreis Bitburg des Regierungsbezirks Trier, der 1822 Teil der preußischen Rheinprovinz wurde. Die Bürgermeisterei Bettingen ging 1856 in die Bürgermeisterei Alsdorf und diese wiederum 1914 in die Bürgermeisterei Wolsfeld (ab 1927 Amt Wolsfeld) auf.
Nach dem Ersten Weltkrieg zeitweise französisch besetzt und nach dem Zweiten Weltkrieg der französischen Besatzungszone zugeordnet, ist der Ort seit 1946 Teil des damals neu gebildeten Landes Rheinland-Pfalz. Bei der Auflösung der Ämter im Rahmen einer Verwaltungsreform kam Bettingen 1970 zur Verbandsgemeinde Bitburg-Land, die 2014 in die Verbandsgemeinde Bitburger Land aufging.
Bevölkerungsentwicklung
Die Entwicklung der Einwohnerzahl von Bettingen, die Werte von 1871 bis 1987 beruhen auf Volkszählungen:
| Jahr | Einwohner |
| ---- | --------- |
| 1815 | 635       |
| 1835 | 856       |
| 1871 | 954       |
| 1905 | 795       |
| 1939 | 1.099     |
| 1950 | 1.154     |
| 1961 | 1.161     |

| Jahr | Einwohner |
| ---- | --------- |
| 1970 | 1.150     |
| 1987 | 1.041     |
| 1997 | 1.057     |
| 2005 | 1.012     |
| 2011 | 1.032     |
| 2017 | 1.058     |
| 2023 | 1.079     |

## Politik

### Gemeinderat
Der Gemeinderat in Bettingen besteht aus 16 Ratsmitgliedern, die bei der Kommunalwahl am 9. Juni 2024 in einer personalisierten Verhältniswahl gewählt wurden, und dem ehrenamtlichen Ortsbürgermeister als Vorsitzendem.
Die Sitzverteilung im Gemeinderat:
| Wahl | SPD | CDU | Grüne | WGR * | WG M * | WG F *** | Gesamt   |
| ---- | --- | --- | ----- | ----- | ------ | -------- | -------- |
| 2024 | 4   | 7   | 2     | –     | 3      | –        | 16 Sitze |
| 2019 | 7   | 2   | 3     | –     | 1      | 3        | 16 Sitze |
| 2014 | 9   | 2   | 3     | 2     | –      | –        | 16 Sitze |
| 2009 | 9   | 3   | –     | 4     | –      | –        | 16 Sitze |
| 2004 | 10  | 3   | –     | 3     | –      | –        | 16 Sitze |

### Bürgermeister
Olaf Böhmer (SPD) wurde am 2. Juli 2024 Ortsbürgermeister von Bettingen. Bei der Direktwahl am 9. Juni 2024 war er ohne Gegenkandidat mit 86,7 % der Stimmen für fünf Jahre gewählt worden.
Böhmers Vorgänger Hans-Jürgen Holbach (SPD) hatte das Amt 1994 übernommen und trat zur Wahl des Ortsbürgermeisters 2024 nicht erneut an. Zuletzt bei der Direktwahl am 26. Mai 2019 war er mit einem Stimmenanteil von 59,9 % für weitere fünf Jahre in seinem Amt bestätigt worden.

### Wappen
| Wappen von Bettingen | Blasonierung: „Von Silber über Blau geteilt, oben ein blauer Sparrenbalken, unten drei goldene Wiederkreuze.“                                                                                        |
| Wappen von Bettingen | Wappenbegründung: Sparrenbalken und Wiederkreuze deuten auf eines der ältesten Geschlechter im Südeifelraum hin, die Edelfreien von Bettingen bzw. die späteren Herren, die Grafen von Manderscheid. |

## Kultur und Sehenswürdigkeiten

### Bauwerke
- Pfarrkirche St. Maximin, einschiffiger Bau des 18. Jahrhunderts

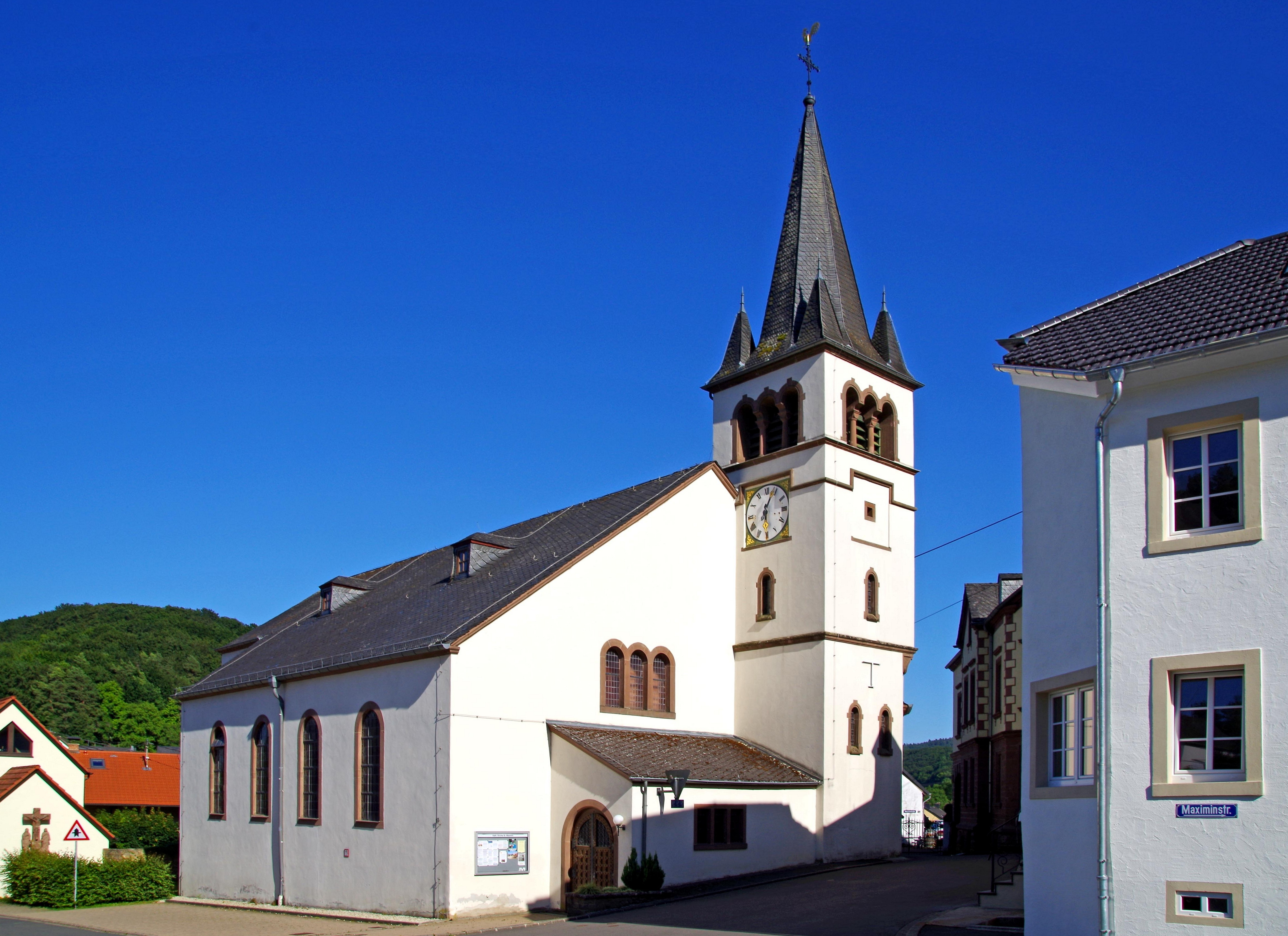
St. Maximin
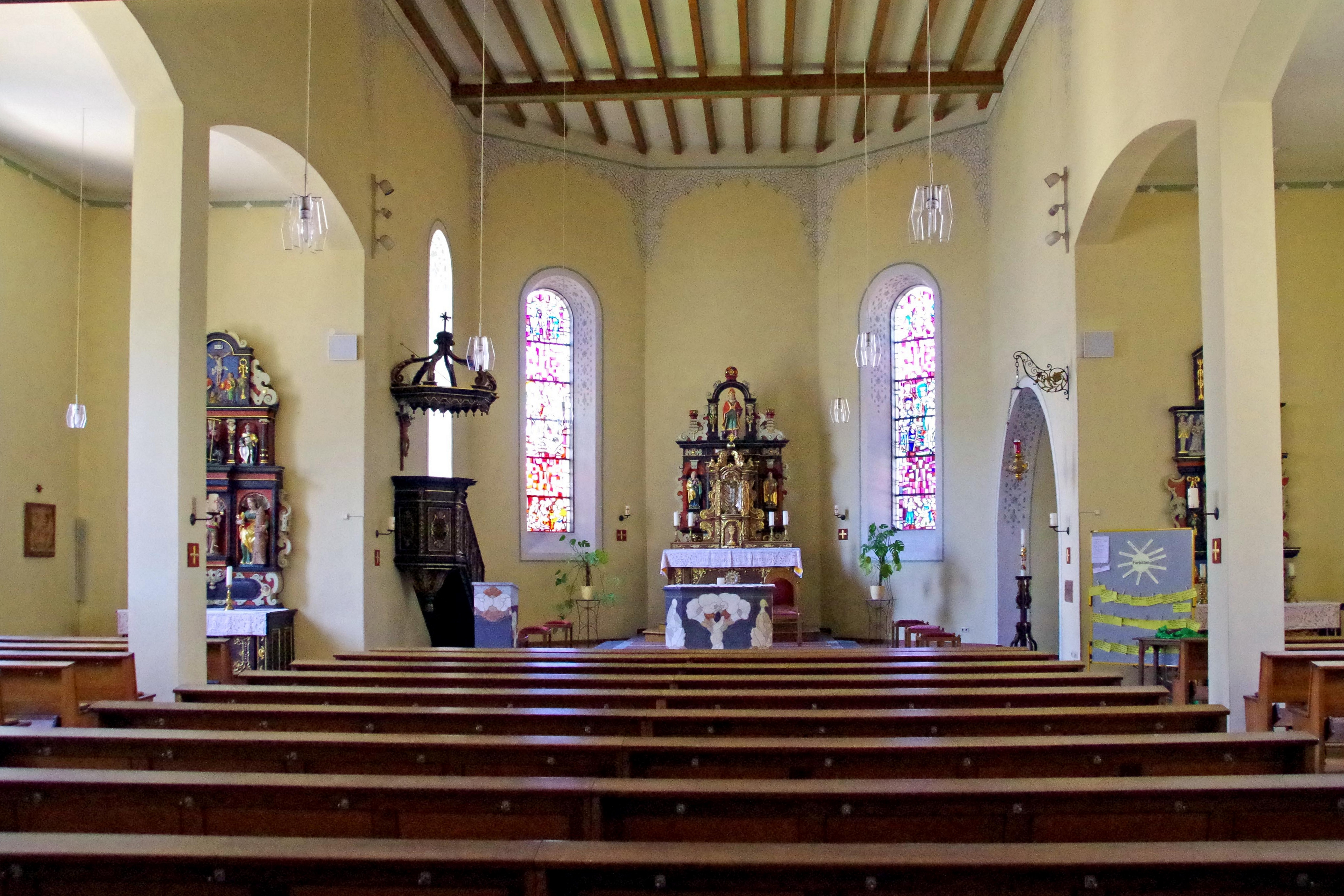
Innenraum
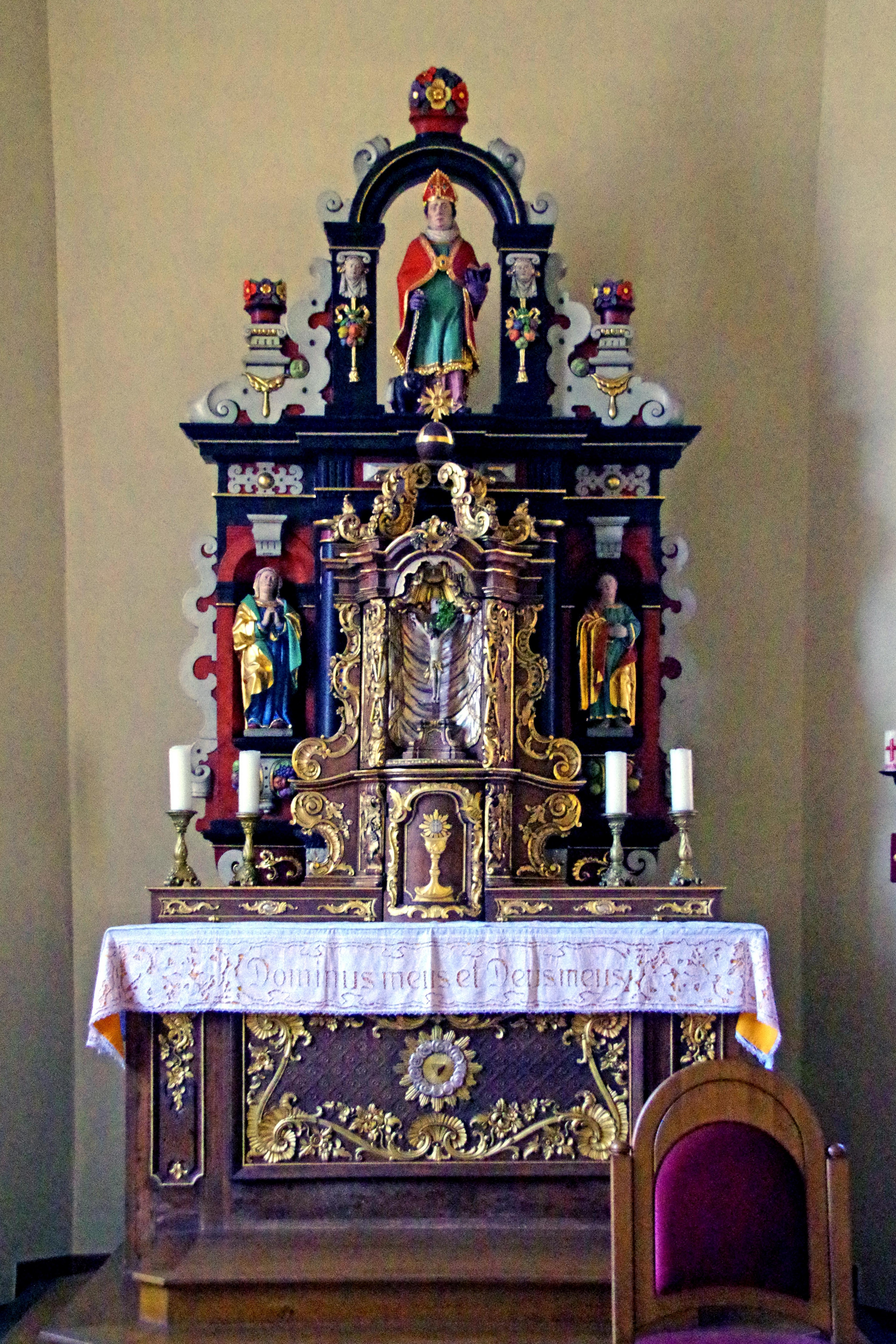
Hauptaltar (um 1600)
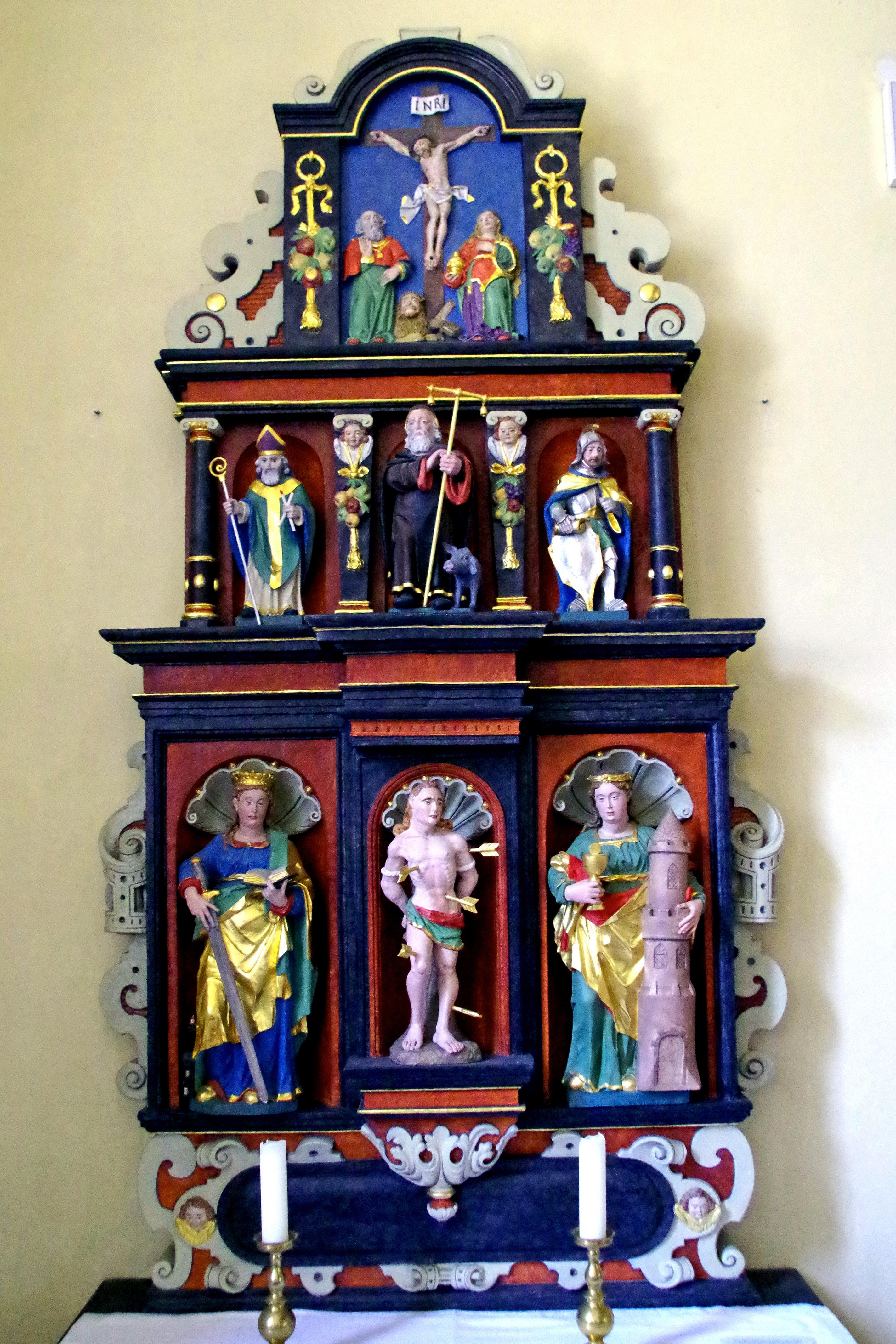
Sebastiansaltar
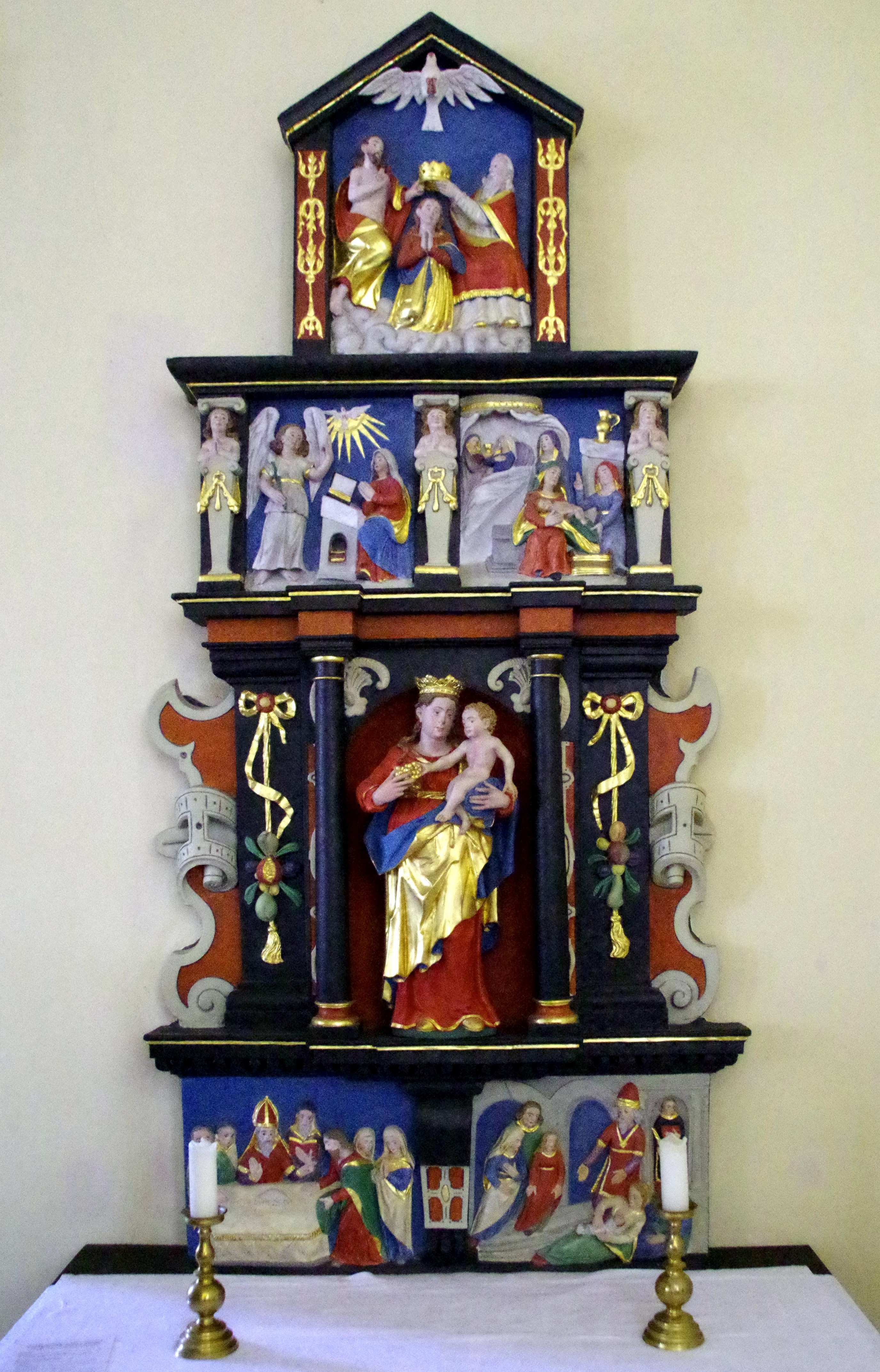
Marienaltar
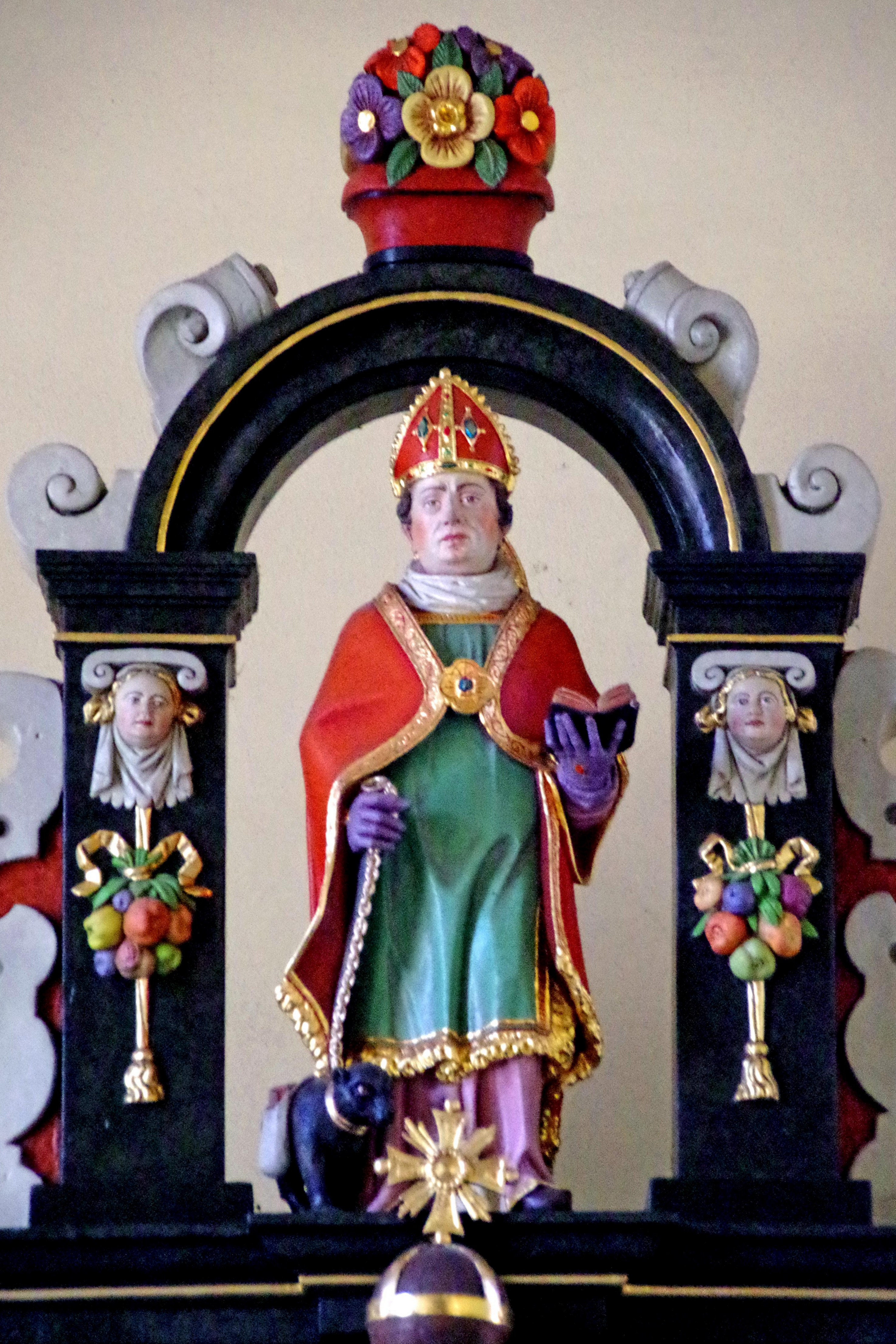
Statue St. Maximin

- Burgruine
- Wegekreuz in der Ortsmitte
- Kirchturmruine in Alt-Bettingen
- Skulptur Kieselkläpa am Frenkinger Platz in der Ortsmitte

### Grünflächen und Naherholung
- Wanderrouten in und um Bettingen[15]
- Naturdenkmal „Elsbeere in Bürgel“ ⊙

### Regelmäßige Veranstaltungen
- Jährliches Kirmes- bzw. Kirchweihfest
- Traditionelles Ratschen oder Klappern am Karfreitag und Karsamstag
- Hüttenbrennen am ersten Wochenende nach Aschermittwoch (sogenannter Scheef-Sonntag)[16][17]

## Wirtschaft und Infrastruktur

### Bildung
Im Ort befindet sich die Prümtal-Grundschule.
Schulen im Umkreis sind:
- Förderschule St. Martin-Schule Bitburg (ca. 14 km)[19]
- Maximin-Schule Bitburg (ca. 14 km)[20]
- Sankt Matthias Gesamtschule Bitburg (ca. 14 km)[21]
- Otto-Hahn-Realschule plus Bitburg (ca. 14 km)[22]
- Berufsschule Theobald-Simon-Schule Bitburg (ca. 14 km)[23]
- Sankt-Josef-Gymnasium Biesdorf (ca. 16 km)[24]
- Grund- und Realschule plus Neuerburg (ca. 13 km)[25]
- Hildegardis-Grundschule Mettendorf (ca. 7 km)[26]
- St.-Willibrord-Gymnasium Bitburg (ca. 14 km).[27]

### Verkehr
Die Gemeinde ist durch die Landesstraße 7 erschlossen.

## Naturschutz
- Am 8. September 1988 wurde das Naturschutzgebiet Scharren am Altenhof bei Bettingen mit der Nummer NSG-7232-098 ausgewiesen.
- Am 23. Juni 1989 wurde das Naturschutzgebiet Im Odendell bei Bettingen mit der Nummer NSG-7232-058 ausgewiesen.[28]